# Aleksandra Franceva
Aleksandra Vjačeslavovna Franceva (in russo Александра Вячеславовна Францева?; Petropavlovsk-Kamčatskij, 24 aprile 1987) è un'ex sciatrice alpina russa ipovedente, vincitrice di cinque medaglie paralimpiche (2 ori), di quindici mondiali (5 ori), di due Coppe del Mondo generali e di otto di specialità.

## Biografia
Ipovedente sin dalla nascita a causa dell'albinismo, ha iniziato a sciare a 17 anni; è sorella di Ivan, a sua volta sciatore alpino paralimpico. Suoi atleti guida sono stati Paval Zabotin e Semën Pliaskin.

### Stagioni 2010-2013
Ai X Giochi paralimpici invernali di Vancouver 2010, suo esordio paralimpico, si è piazzata 6ª nella discesa libera e non ha completato slalom gigante e slalom speciale. L'anno dopo ai Mondiali di Sestriere 2011 ha conquistato una medaglia in ognuna della gare in programma: l'argento nel supergigante, nello slalom gigante e nella supercombinata e il bronzo nella discesa libera e nello slalom speciale; in quella stessa stagione 2010-2011 ha vinto le Coppe del Mondo di slalom gigante e di slalom speciale, mentre nella successiva stagione 2011-2012 si è aggiudicata le Coppe del Mondo di supergigante e di slalom gigante.
Ai Mondiali di La Molina 2013 ha nuovamente vinto una medaglia in ognuna della gare in programma: l'oro nel supergigante, nello slalom gigante e nella supercombinata e l'argento nella discesa libera e nello slalom speciale; in quella stagione 2012-2013 ha inoltre vinto la Coppa del Mondo generale e quelle di discesa libera, di slalom gigante e di slalom speciale.

### Stagioni 2014-2018
Agli XI Giochi paralimpici invernali di Soči 2014 ha nuovamente vinto una medaglia in ognuna della gare in programma: l'oro nello slalom speciale e nella supercombinata, l'argento nel supergigante e nello slalom gigante e il bronzo nella discesa libera; in quella stagione 2013-2014 ha conquistato per la seconda volta la Coppa del Mondo generale e quella di supergigante e si è piazzata 2ª nella classifica di discesa libera e 3ª in quella di slalom speciale.
Ai Mondiali di Panorama 2015, sua ultima presenza iridata, ha vinto ancora una volta una medaglia in ognuna della gare in programma (l'oro nello slalom gigante e nello slalom speciale, l'argento nella supercombinata e il bronzo nella discesa libera e nel supergigante), mentre ai XII Giochi paralimpici invernali di Pyeongchang 2018, sua ultima presenza olimpica, si è classificata 11ª nello slalom gigante e 10ª nello slalom speciale.

## Palmarès

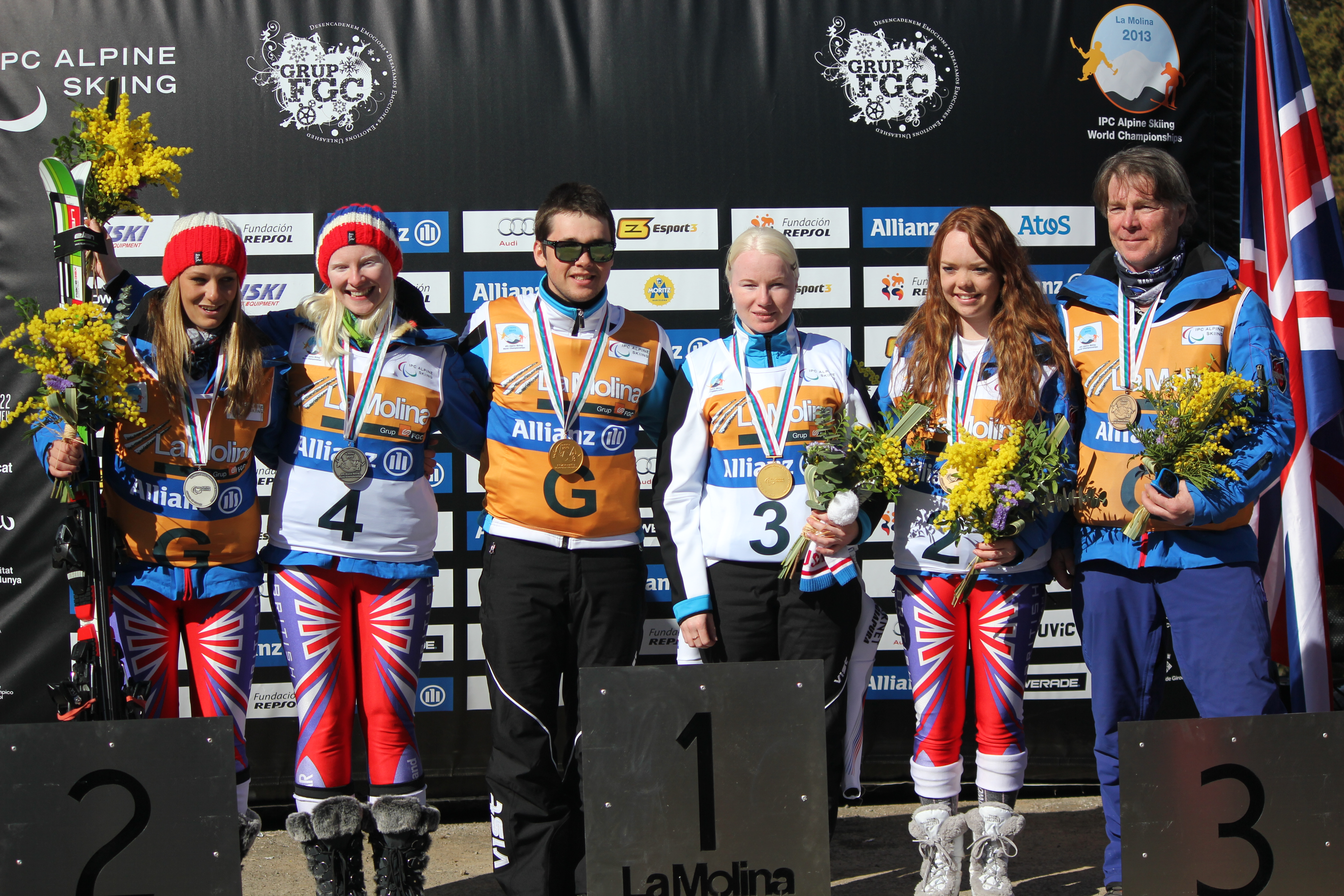
Paval Zabotin e Aleksandra Franceva (al centro) sul podio del supergigante dei Mondiali di La Molina 2013, con Charlotte Evans e Kelly Gallagher (argento, a sinistra) e Jade Etherington e John Clark (bronzo, a destra)

### Paralimpiadi
- 5 medaglie[1]:
  - 2 ori (slalom speciale, supercombinata a Soči 2014)
  - 2 argenti (supergigante, slalom gigante a Soči 2014)
  - 1 bronzo (discesa libera a Soči 2014)

### Mondiali
- 15 medaglie[1]:
  - 5 ori (supergigante, slalom gigante, supercombinata a La Molina 2013; slalom gigante, slalom speciale a Panorama 2015)
  - 6 argenti (supergigante, slalom gigante, supercombinata a Sestriere 2011; discesa libera, slalom speciale a La Molina 2013; supercombinata a Panorama 2015)
  - 4 bronzi (discesa libera, slalom speciale a Sestriere 2011; discesa libera, supergigante a Panorama 2015)

### Coppa del Mondo
- Vincitrice della Coppa del Mondo nel 2013 e nel 2014[3]
- Vincitrice della Coppa del Mondo di discesa libera nel 2013[1]
- Vincitrice della Coppa del Mondo di supergigante nel 2012 e nel 2014[1]
- Vincitrice della Coppa del Mondo di slalom gigante nel 2011, nel 2012 e nel 2013[1]
- Vincitrice della Coppa del Mondo di slalom speciale nel 2011 e nel 2013[1]